# Paulinerklooster (Vranov)
Het Paulinerklooster Vranov (Tsjechisch: Klášter paulánů (ve Vranově) en Duits: Paulanerkloster (Wranau)) is een klooster van de pauliners in Vranov (Duits: Wranau) in Tsjechië. Het klooster ligt zo'n 10 kilometer ten noorden van de Moravische hoofdstad Brno. Onder de kloosterkerk bevindt zich de familiegrafkelder van het Huis Liechtenstein. Leden van die vorstelijke familie Liechtenstein worden hier na hun overlijden bijgezet.

## Geschiedenis

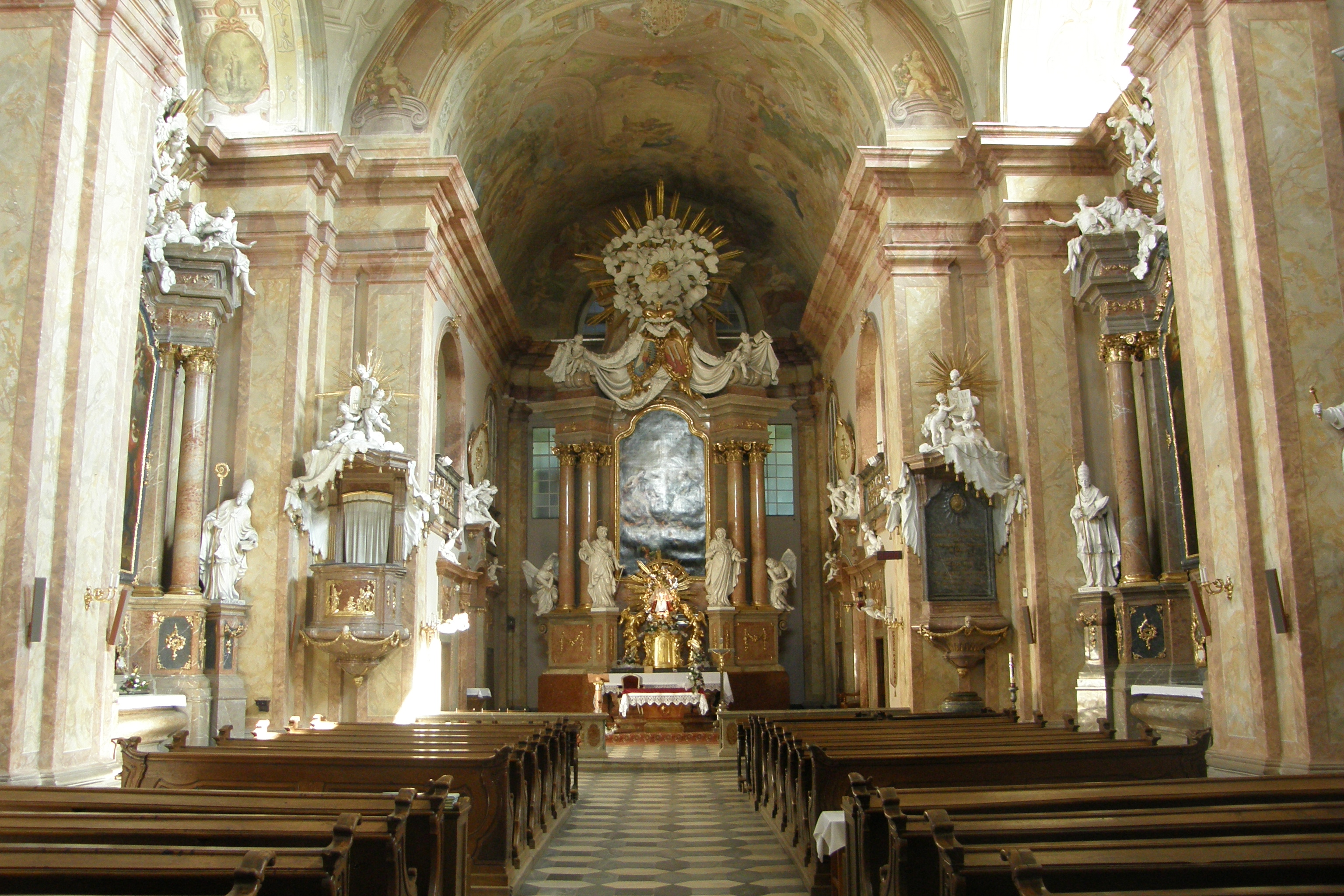
Interieur van de Bedevaartskerk van de Geboorte van Maria

Het in 1633 gestichte Paulinerklooster Wranau werd in haar huidige vorm gebouwd, in de loop van de 17e eeuw. Het klooster is gebouwd op een heuvel met uitzicht over het dorp Vranov. De Vroeg-barokke kloosterkerk De geboorte van Maria (Tsjechisch:kostel Narození Panny Marie) werd door Maximiliaan van Liechtenstein (Rijksvorst) en zijn vrouw gesticht.
De vorstenfamilie had haar stamkastelen tot 1945 in de Zuid-Moravische stadjes Lednice en in Valtice.
De kloosterkerk werd ontworpen en gebouwd door de Italiaanse architect Giovanni Giacomo Tencalla tussen 1621 en 1630. Tot op de dag van vandaag is het een bedevaartsoord.

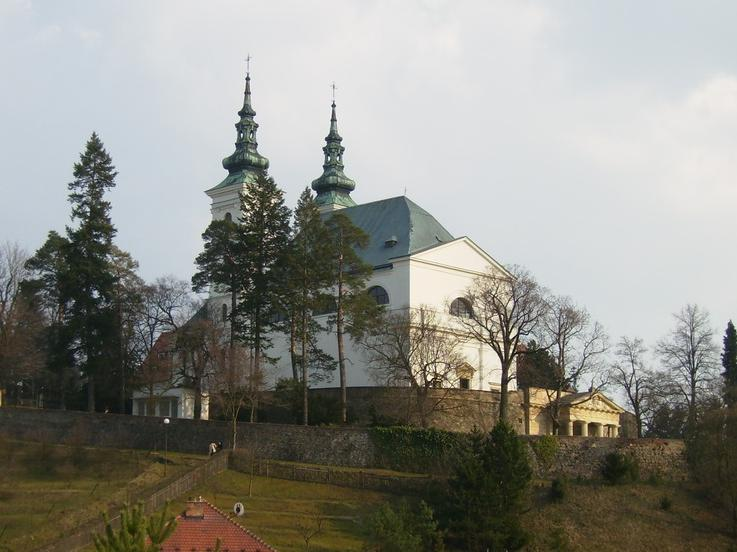
Bedevaartskerk van de geboorte van Maria en de toegang tot de Liechtenstein’schen Gruft/ Liechtensteinse grafkelder